# Střetnutí u Coulommiers
Střetnutí u Coulommiers byl střet československých a německých jednotek 13. června 1940 během bitvy o Francii. Boje svedl 1. pluk čs. jednotek ve Francii. Bitva skončila ústupem československých vojáků.

## Průběh střetnutí
10. června 1940 předal Maxime Weygand francouzskému ministerskému předsedovi Paulovi Reynaudovi hlášení, ve kterém ho informoval o možném neodvratném zhroucení obrany francouzských vojsk na západním úseku fronty za předpokladu německého průlomu v údolí řeky Seiny do prostoru Champagne. Následující den se jeho předpoklad potvrdil a německé jednotky vytvořily předmostí na levém břehu Seiny při Elbeuf, Louviers a Andelys. Kleistovy tanky se objevily v Champagni, německé jednotky obsadily Reims a překročily řeku Marnu v prostoru při Château-Thierry a Dormans.
Za takovéto těžké válečné situace se jednotky československé divize ve dnech 11. a 12. června 1940 přesunuly do míst svého bojového určení. 1. československý pluk byl zařazen do svazku 23. francouzské divize a 2. pěší pluk do svazku 239. francouzské divize, avšak s dočasným přidělením k 4. lehké francouzské mechanizované divizi. Tím došlo k oddělení obou pluků a každý z nich měl jiné osudy.
1. pěší pluk šel od Montigny přes Bar sur Seine, Troyes, Nogent sur Seine, Provins, Nangis a Verneuil do Coulommiers, asi 40 kilometrů východně od Paříže. Při přesunu došlo k několika nehodám a pluk přišel o část vozidel. Ve čtvrtek 13. června 1940 zaujal 1. pěší pluk postavení na předmostí řeky Grand Morin v úseku Boissy, Coulommiers, Moroux. Byl posílen 2. a 3. praporem francouzského 126. pluku, jehož velitelem byl plukovník Duche. Zde byly konečně vojákům vydány alespoň ty nejnutnější zásoby střeliva, které si předtím obstarávali od rozbitých ustupujících francouzských jednotek. K večeru došlo k boji s předsunutými německými jednotkami. Vzhledem k odkrytému pravému křídlu 23. francouzské divize vydal její velitel o 23. hodině rozkaz opustit zaujaté pozice a ustoupit jižním směrem. Československá jednotka měla krýt odchod francouzských jednotek.

## Důsledky střetnutí
Od tohoto střetnutí 1. pěší pluk ustupoval za značných ztrát spolu s francouzskými jednotkami až k řece Loiře u města Gien, kde ve dnech 16. a 17. června 1940 opět zastavil nepřítele. Poté následoval definitivní rozkaz k ústupu a příměří. Francouzský 126. pluk, který podpořil československou jednotku ve střetnutí u Coulommiers, byl 5. srpna 1940 rozpuštěn.